# Joaquín García Sánchez
Joaquín García Sánchez (Sabero, León, 1939-Iquitos, Perú, 19 de enero de 2024) fue un misionero O.S.A. peruano-argentino, de origen español. Defensor de la cultura indígena y director de la Monumenta Amazónica.

## Biografía
Nacido en la localidad leonesa de Sabero en 1939. Tras ingresar en el Seminario de los Agustinos en Valencia de Don Juan (1952), y completar su formación sacerdotal en el Real Colegio de Agustinos Filipínos de Valladolid, celebró su primera misa en Sabero (1964), y tres años después se trasladó a las Misiones de Colombia (1967), donde ejerció labores pastorales y docentes. En 1968 se trasladó a Iquitos donde vivió hasta su fallecimiento. En Perú desempeñó diversos cargos: coordinador General de la Pastoral de la Amazonía Peruana, secretario General de la Organización de los Agustinos de América Latina, vicepresidente del Instituto de Investigaciones de la Amazonía Peruana, y desarrolló una intensa actividad pastoral y cultural.
En el campo cultural, realizó una labor muy extensa. Desde la elaboración de diversas publicaciones, hasta la restauración de monumentos, pasando por la fundación del Centro de Estudios Teológicos de la Amazonía —CETA— (1972), y la Biblioteca Amazónica —centro de investigación único en su especialidad—. Esta biblioteca fue base de ilustración para autores como: Mario Vargas Llosa, Gabriel García Márquez, Pérez Reverte, el cineasta germano Werner Herzog o la cantante y compositora Chabuca Granda, quien organizó junto a Joaquín, el I Festival de la Canción Amazónica (1968).
Además, dirigió la Monumenta Amazónica, una colección inconclusa, formada por más de una treintena de gruesos volúmenes que recogen todo lo publicado sobre la región amazónica. Esta labor fue reconocida con la concesión de diversos doctorados honoris causa.
Defensor apasionado de los derechos humanos a favor de los pueblos indígenas amazónicos asentados en aquel vasto territorio, intervino en la recuperación de la memoria de las poblaciones mestizas frente a los cambios que se estaban produciendo.
Realizó también una labor docente como profesor de posgrado en Historia ambiental Amazónica, en la Universidad Nacional de la Amazonía Peruana, y del Instituto Internacional de Pastoral para América Latina (ITEPAL) en Bogotá. Fue miembro de la Comisión de Integración Fronteriza en las negociaciones de Paz con Ecuador (1998), miembro del Consejo Nacional Pro-Ética, de la Academia Peruana de Historia, y de la Academia Mundial de Ciencias, Tecnología y Formación Profesional de Valencia; y consultor del Ministerio de Relaciones Exteriores y del Banco Mundial en temas amazónicos y de descentralización.
Celebró sus bodas de oro sacerdotales (2014) en su localiad natal; a donde regresó por última vez (2017) para despedirse de sus familia leonesa.
Falleció el 19 de enero de 2024, a los 84 años, tras una dura enfermedad.

## Premios y distinciones
Recibió, entre otros los siguientes premios y distinciones:
- Gran Cruz de Isabel la Católica (1990), condecorado por el Rey Juan Carlos I.
- Palmas Magisteriales del Perú en el grado de Maestro.
- Medalla de oro de la ciudad de Iquitos.
- Premio Bartolomé de las Casas (2007)
- profesor Honoris Causa por la Universidad Católica del Perú
- profesor Honoris Causa por la Universidad de San Antonio Abad de Cuzco.